# بخش لیمای ماهویدا
بخش لیمای ماهویدا (به اسپانیایی: Departamento Limay Mahuida) یک منطقهٔ مسکونی در آرژانتین است که در استان لا پامپا واقع شده‌است.